# ترایستار پیکچرز
ترایسْتار پیکچرز (Tri-Star تا ۱۹۹۱) یک استودیوی تولید فیلم و توزیع‌کننده فیلم آمریکایی است که یک شرکت تابعه از سرگرمی سونی پیکچرز، متعلق به شرکت سونی ژاپن است.
مفهوم ترایستار پیکچرز زاییدهٔ افکار ویکتور کافمن، یک مدیر ارشدِ کلمبیا پیکچرز (یک شرکت تابعه از کوکا کولا) بود.
در ۱۶ ماه مه سال ۱۹۸۳، نام ترای-استار پیکچرز (Tri-Star Pictures) داده شده بود. زمانی که شرکت جدید تشکیل شد هنوز نام رسمی نداشت و مطبوعات نام نوا (Nova) را برای آن استفاده می‌کردند اما نهایتاً نتوانستند این نام را برای خود به دست آورند چون این عنوان برای یکی از سریال‌های علمی پی‌بی‌اس مورد استفاده قرار گرفته بود.
این استودیو، نخستین استودیوی جدید در هالیوود، لس آنجلس پس از آر. ک. ئو بود که پنجاه سال پیشتر تأسیس شده بود.
نخستین فیلم تولید شدهٔ ترای استار در سال ۱۹۸۴ فیلم طبیعت با بازیِ رابرت ردفورد بود اما نخستین فیلم منتشر شده از آن‌ها پسران کجا هستند '۸۴ بود که بازسازی فیلمی از شرکت مترو گلدوین مایر و تولیدِ ۱۹۶۰ با نامِ پسران کجا هستند (فیلم) بود.